# Partidul Naționalist Francez
Partidul Naționalist Francez (în franceză  Parti Nationaliste Français; PNF) este un partid politic de extrema dreaptă înființat în 1983 de foști membri ai Frontului Național și ai Waffen-SS. Acesta a fost reactivat în 2015. 

## Istorie
Organizația a fost înființată în decembrie 1983 de Pierre Bousquet, Pierre Pauty, Jean Castrillo, André Delaporte, Patrice Chabaille și Henri Simon, toți foști membri ai Frontului Național care au fost părăsit partidul deoarece acesta a început să devină „mult prea conservator” și „mult prea sionist” după moartea lui François Duprat în 1978. De asemenea, aceștia l-au acuzat pe membrul FN Jean-Pierre Stirbois ca ar avea origini evreiești. La doi ani după înființarea partidului, fracțiunea radicală a părăsit organizația pentru a forma Partidul Naționalist European și Francez⁠(d). Acesta a devenit cunoscut pentru activitățile sale violente pe parcursul anilor '90.
Pauty era liderul și președintele PNF. Scopul principal al partidului era „organizarea naționaliștilor francezi și să-și răspândească în mod legal doctrina”, însă ideologia fundamentată pe ideea unei „Europe albe de la Brest la Vladivostok” nu a avut succes. La începutul anilor '90 partidul a început să decadă după ce liderul Pierre Pauty l-a părăsit și s-a alăturat Frontului Național în 1992, iar Pierre Bousquet a încetat din viață în 1991. În iunie 1995, Pauty a obținut 26.2% din voturi în alegerile locale din Saint-Denis, Seine-Saint-Denis. Organizația a devenit între timp inactivă, însă acest statut nu a afectat publicarea revistei Militant deținută de aceasta.
După dizolvarea L'Œuvre Française⁠(d) în 2013, președintele acesteia - Yvan Benedetti - alături de André Gandillon, redactorul-șef al revistei Militant, au reactivat Partidul Naționalist Francez. În septembrie 2015, Benedetti le-a cerut tuturor membrilor L'Œuvre să se alăture partidului.